# Arndt von Koenigsmarck
Arndt von Koenigsmarck (* 7. April 1970 in Wipperfürth, Nordrhein-Westfalen) ist ein Fachbuchautor aus Menden (Sauerland) und Dienstleister für 3D-Visualisierungen.

## Leben
Nach dem Abitur am Walburgisgymnasium Menden und seinem Abschluss als Dipl. Ing. für Luft- und Raumfahrttechnik an der FH Aachen machte sich von Koenigsmarck mit dem Unternehmen Vreel 3D® Entertainment selbständig und bot darüber 3D-Visualisierungen im Standbild- und Animationsbereich an. Zeitgleich begann er damit, Fachbücher zu Themen der 3D-Computergrafik und speziell zur Software CINEMA 4D des deutschen Herstellers MAXON zu verfassen.
Diese Publikationen wurden im Laufe von verschiedenen Verlagen veröffentlicht, u. a. von Midas, Galileo Press und Addison-Wesley. Im Laufe der Jahre entstanden so ein gutes Dutzend Fachbücher. So erschienen einige seiner Werke auch bei ausländischen Verlagen in China, Japan, Frankreich, Spanien, Italien und den USA.
Hinzu kommen zahlreiche DVD-Produktionen mit Video-Workshops, die in Kooperation mit video2brain in Graz entstanden.
Zudem erscheinen regelmäßig Artikel von ihm im Fachmagazin Digital Production.
Parallel dazu entwickelte er diverse Plugin-Lösungen zur Software CINEMA 4D. So erlaubt seine Lösung PhotoMatch® z. B. die einfache Integration von virtuellen Objekten in Fotografien. Im Jahr 2011 gründet er den Rodenburg Verlag (genannt nach der heutigen Ruine Burg Rodenberg) in seiner Heimatstadt Menden (Sauerland), bei dem bereits im gleichen Jahr noch sein erstes selbst verlegtes Fachbuch CINEMA 4D 13, Das Kompendium, Band 1. erschien. 2012 ist er als Certified Instructor zusammen mit MAXON am Aufbau eines weltweiten Zertifizierungssystems für die 3D-Software CINEMA 4D zur Schulung von anderen Trainern, als auch Firmen, Freelancern und 3D-Künstlern beteiligt.

## Werke (Auszug)
Von Arndt von Koenigsmarck erschienen mehrere fachbezogene Werke, darunter:
- Maxon Cinema 4D : ein Workshop für Profis ; für die Editionen XL 5.3, SE 5.2, GO 5.2. Addison-Wesley, 2. Aufl. 1999, ISBN 3827315190
- Insiderbuch 3D Design. Midas Computer Verlag AG, 2000, ISBN 390702088X
- 3D Character Design. Galileo Press, 2000, ISBN 3934358136
- 3D-Grafik: Der schnelle Einstieg mit Maxon Cinema 4D. Addison-Wesley, 2. Aufl. 2000, ISBN 3827316499
- Maxon Cinema 4D 6.0. Ein Workshop für Profis. Addison-Wesley, 2. Aufl. 2000, ISBN 3827316774
- CINEMA 4D 7. Ein Workshop für Profis. Addison-Wesley, 2001, ISBN 3827318904
- CINEMA 4D 8, ready for take off. Addison-Wesley, 2003, ISBN 3827320348
- CINEMA 4D 8.1. Ein Workshop für Profis. Addison-Wesley, 2003, ISBN 382732078X
- CINEMA 4D 9. Grundlagen und Workshops für Profis. Addison-Wesley, 2004, ISBN 3827321883
- CINEMA 4D 10. Grundlagen und Workshops für Profis. Addison-Wesley, 2006, ISBN 3827323789
- Femme digitale. 3D-Charaktere modellieren und in Szene setzen. Addison-Wesley, 2006, ISBN 3827323657
- Cinema 4D 10, Studentenausgabe m. CD-ROM. Addison-Wesley, 2008, ISBN 3827326885
- Cinema 4D 11: Grundlagen und Workshops für Profis. Addison-Wesley, 2008, ISBN 3827327105
- Lighting & Rendering: 3D-Grafiken meisterhaft beleuchten... von Jeremy Birn, Deutsche Übersetzung: Arndt von Koenigsmarck, Addison-Wesley, 2. Aufl. 2009, ISBN 3827329418
- CINEMA 4D 13, Das Kompendium, Band 1: Modellieren – Texturieren – Rendern. Rodenburg Verlag, Menden 2011, ISBN 978-3-9814656-0-0
- CINEMA 4D, Das Kompendium, Band 2: Die Animation. Rodenburg Verlag, Menden 2015, ISBN 978-3-9814656-2-4